# Gordon Arthur Riley
Pour les articles homonymes, voir Riley.
Gordon Arthur Riley (11 juin 1911 – 7 octobre 1985) est un océanographe en biologie marine américain associé à ses études de la dynamique des écosystèmes du plancton.

## Jeunesse et éducation
Né à Webb City, Missouri, en 1911, Riley est formé au Drury Collège et à l'Université de Washington à Saint-Louis, avec diplôme de MS en embryologie. Il déménage à l'Université de Yale en 1934, avec l'intention de travailler avec l'anatomiste Ross Harrison, mais s'intéresse à la limnologie. Travaillant avec l'écologiste G. Evelyn Hutchinson, il termine sa thèse de doctorat sur le cycle du cuivre de lacs du Connecticut. Par la suite, il continue à s'intéresser à la productivité des lacs, mais peu à peu élargit ses études pour englober l'eau de mer, pour en fin de compte s'établir en océanographie biologique.

## Carrière
Les travaux océanographiques de Gordon Arthur Riley portent sur les influences des systèmes écologiques de populations de plancton des eaux côtières et de l'océan ouvert. Ses premiers travaux mettent en corrélation la productivité primaire du phytoplancton avec des facteurs de régulation tels que les nutriments, la lumière et l'abondance du zooplancton. À partir de ces bases empiriques, il continue à développer des modèles d'écosystème (en) qui expliquent le cycle annuel des écosystèmes de plancton, notamment dans son analyse de la région de Georges Bank (en). Sa dernière publication porte sur le morcellement de la distribution du plancton (hétérogénéité spatiale), le rôle potentiel de la migration verticale quotidienne dans ceci, ainsi qu'une réflexion sur les implications pour les études de modélisation du plancton, y compris sa propre étude de 1946.
Après une période prolongée à Yale, en 1965 Riley deménage pour devenir professeur et directeur de l'Institut d'Océanographie de l'Université Dalhousie. Une grande partie de son travail se poursuit en collaboration avec des chercheurs de l'Institut océanographique de Woods Hole. Vers la fin de sa vie, Riley a écrit une autobiographie candide de sa vie scientifique, en partie afin de documenter les premiers temps de l'océanographie en tant que discipline.